# Magnesiumhydroxid
Magnesiumhydroxid, Mg(OH)2, är ett salt av magnesium. Upplöst i vatten har det en mjölkaktig konsistens och kallas därför ibland för magnesiummjölk. Ämnet förekommer naturligt i mineralet brucit.

## Egenskaper
Magnesiumhydroxid är svårlöst i vatten (endast 1,2 mg/l), men eftersom allt löst magnesiumhydroxid dissocierar, anses ämnet vara en stark bas.

## Framställning
Industriellt framställs magnesiumhydroxid av (1) släckt kalk (Ca[OH]2) eller (2) kalcinerad (bränd) dolomit (CaMgO2). I båda fallen används magnesiumklorid (från havsvatten) som reaktant.
1. {\displaystyle {\rm {MgCl_{2}+Ca(OH)_{2}\rightarrow Mg(OH)_{2}+CaCl_{2}}}}
2. {\displaystyle {\rm {MgCl_{2}+CaMgO_{2}+2\ H_{2}O\rightarrow 2\ Mg(OH)_{2}+CaCl_{2}}}}

För laboratoriebruk så kan mycket ren magnesiumhydroxid framställas genom att lägga metallisk magnesium i vatten.
{\displaystyle {\rm {Mg+2\ H_{2}O\rightarrow Mg(OH)_{2}+H_{2}}}}

## Användning
Det användes förr till att motverka sura uppstötningar, men eftersom magnesiumhydroxid hindrar kroppens upptagning av folsyra och järn (evidens/studier för detta?) så har den användningen minskat. Dessutom har ämnet en laxerande effekt. Det skrivs ut mot magnesiumbrist men tas inte upp lika effektivt som magnesiumlaktat, magnesiumcitrat eller magnesiumklorid.
Magnesiumhydroxid används också som flamskyddsmedel. Ämnet sönderfaller vid 350 °C till magnesiumoxid och vatten. Sönderfallet är en endoterm process vilket sänker temperaturen. Det tillsammans med det frigjorda vattnet förhindrar att brand uppstår.
Ämnet används inom industrin för neutralisering av syror.
Magnesiumhydroxid har E-nummer 528.